# Лапріда (округ)
Округ Лапріда (ісп. Laprida) — адміністративно-територіальна одиниця 2-ого рівня у провінції Буенос-Айрес в центральній Аргентині. Адміністративний центр округу — Лапріда (ісп. Laprida).
Населення округу становить 10210 осіб (2010). Площа — 3340 кв. км.

## Історія
Округ заснований у 1889 році.

## Населення
У 2010 році населення становило 10210 осіб. З них чоловіків — 4940, жінок — 5270.

## Політика
Округ належить до 6-ого виборчого сектору провінції Буенос-Айрес.